# Agrilus plavilstshikovi
Agrilus plavilstshikovi é uma espécie de inseto do género Agrilus, família Buprestidae, ordem Coleoptera.
Foi descrita cientificamente por Alexeev in Alexeev & Volkovitsh, 1989.